# Déclarations douanières en France
Les déclarations douanières sont l'ensemble des documents à fournir auprès des services douaniers avant, pendant et après toute importation ou exportation. Toute anomalie ou erreur lors de cette déclaration peut avoir des conséquences très graves aussi bien pour les marchandises que pour le fournisseur, le transitaire et le client.